# Hemipterodes malvina
Hemipterodes malvina är en fjärilsart som beskrevs av Druce 1899. Hemipterodes malvina ingår i släktet Hemipterodes och familjen mätare. Inga underarter finns listade i Catalogue of Life.